# Gruppo Sportivo Littorio Firenze 1930-1931
Questa voce raccoglie le informazioni riguardanti il Gruppo Sportivo Littorio Firenze nelle competizioni ufficiali della stagione 1930-1931.

## Rosa
| N. |                   | Ruolo | Calciatore         |
| -- | ----------------- | ----- | ------------------ |
|    | Italia (bandiera) | A     | Carlo Baccani      |
|    | Italia (bandiera) | D     | Gastone Bartolozzi |
|    | Italia (bandiera) | C     | Bellini            |
|    | Italia (bandiera) | D     | Cerri              |
|    | Italia (bandiera) | C     | Vittorio Ghezzi    |
|    | Italia (bandiera) | D     | Giuseppe Focosi    |
|    | Italia (bandiera) | C     | Federico Landi     |
|    | Italia (bandiera) | A     | Alberto Marchiori  |
|    | Italia (bandiera) | A     | Mario Marini       |
|    | Italia (bandiera) | A     | Nava               |

| N. |                   | Ruolo | Calciatore         |
| -- | ----------------- | ----- | ------------------ |
|    | Italia (bandiera) | C     | Armando Papi       |
|    | Italia (bandiera) | A     | Piovanelli         |
|    | Italia (bandiera) | C     | Risio Rigacci      |
|    | Italia (bandiera) | C     | Rossi              |
|    | Italia (bandiera) | D     | Duilio Segoni (I)  |
|    | Italia (bandiera) | P     | Vasco Segoni (III) |
|    | Italia (bandiera) | P     | Serravalli         |
|    | Italia (bandiera) | D     | Narciso Spella     |
|    | Italia (bandiera) | C     | Arnaldo Tilgher    |